# Katastralgemeinde Unter St. Paul
Die Katastralgemeinde Unter St. Paul ist eine von zwölf Katastralgemeinden der Gemeinde Klein Sankt Paul im Bezirk Sankt Veit an der Glan in Kärnten (Österreich). Sie hat eine Fläche von 281,80 ha.
Die Katastralgemeinde gehört zum Sprengel des Vermessungsamtes Klagenfurt.

## Lage
Die Katastralgemeinde liegt in der Gemeinde Klein Sankt Paul im Osten des Bezirks Sankt Veit an der Glan, südöstlich des Gemeindehauptorts, linksseitig im Görtschitztal, in etwa zwischen dem Schreckbach im Norden und dem Kupplerbach im Süden. Sie grenzt im Norden an die Katastralgemeinde Filfing, im Osten an die Katastralgemeinde Prailing und die Katastralgemeinde St. Oswald, im Süden an die Katastralgemeinde Eberstein, im Westen an die Katastralgemeinde Sittenberg und im Nordwesten an die Katastralgemeinde Klein St. Paul. Die Katastralgemeinde erstreckt sich über eine Höhenlage von 576 m ü. A. an der Görtschitz am Südrand der Katastralgemeinde bis zu 919 m ü. A. am Hornberg bei der Ruine Groß-Hornburg.

## Ortschaften
Auf bewaldeten Kuppen im Zentrum der Katastralgemeinde liegen die Ruinen der Doppelburg Hornburg. Auf dem Gebiet der Katastralgemeinde Unter St. Paul befinden sich Teile der Ortschaft Klein St. Paul: der südöstliche Rand des Dorfs samt dem Fladnitzerhof, ein paar Häuser am Burgweg, sowie die Siedlung Hornburg unmittelbar nördlich von Eberstein.

## Vermessungsamt-Sprengel
Die Katastralgemeinde gehört seit 1. Jänner 1998 zum Sprengel des Vermessungsamtes Klagenfurt. Davor war sie Teil des Sprengels des Vermessungsamtes St. Veit an der Glan.

## Geschichte
Ende des 18. Jahrhunderts wurden die Kärntner Steuergemeinden (später: Katastralgemeinden) gebildet und Steuerbezirken zugeordnet. Die Steuergemeinde Unter St. Paul wurde Teil des Steuerbezirks Eberstein.
Im Zuge der Reformen nach der Revolution 1848/49 wurden in Kärnten die Steuerbezirke aufgelöst und Ortsgemeinden gebildet, die jeweils das Gebiet einer oder mehrerer Steuergemeinden umfassten. Die Steuer- bzw. Katastralgemeinde Unter St. Paul wurde Teil der Gemeinde Klein Sankt Paul. Die Größe der Katastralgemeinde wurde 1849 mit 486 Österreichischen Joch und 1405 Klaftern (ca. 280 ha, also geringfügig weniger als die heutige Fläche) angegeben; damals lebten 77 Personen auf dem Gebiet der Katastralgemeinde. Später wurden einige kleine Grenzkorrekturen vorgenommen, durch die die Katastralgemeinde ihre heutige Größe erhielt.
Die Katastralgemeinde Unter St. Paul gehörte ab 1850 zum politischen Bezirk Sankt Veit an der Glan und zum Gerichtsbezirk Eberstein. Von 1854 bis 1868 gehörte sie zum Gemischten Bezirk Eberstein. Seit der Reform 1868 ist sie wieder Teil des politischen Bezirks Sankt Veit an der Glan, zunächst als Teil des Gerichtsbezirks Eberstein, seit dessen Auflösung 1978 als Teil des Gerichtsbezirks St. Veit an der Glan.